# Boraria
Boraria é um gênero de diplópodes pertencente à ordem Polydesmida da família Xystodesmidae. Existem cerca de sete espécies descritas em Boraria.

## Espécies
Existem sete espécies pertencentes ao gênero Boraria:
- Boraria carolina (Chamberlin, 1939)
- Boraria deturkiana (Causey, 1942)
- Boraria geniculata Chamberlin
- Boraria infesta (Chamberlin, 1918)
- Boraria media (Chamberlin, 1918)
- Boraria profuga (Causey, 1955)
- Boraria stricta (Brölemann, 1896)